# Jammu și Cașmir

Jammu și Cașmir

Jammu și Cașmir a fost un stat federal din nordul Indiei, care a existat între anii 1954 și 2019, constituind porțiunea de sud și sud-est a regiunii mai largi, Cașmirul, care este obiectul unei dispute teritoriale dintre India, Pakistan și China de la mijlocul secolului al XX-lea. În 2019 Parlamentul Indiei a adoptat „Jammu and Kashmir Reorganisation Act”, prin care acest stat federal a fost dizolvat și reorganizat în două teritorii unionale - Jammu și Cașmir în vest și Ladakh în est. La dizolvarea sa Jammu și Cașmir era singurul stat în India cu o populație majoritar musulmană. 